# Monasterio de Hodegon

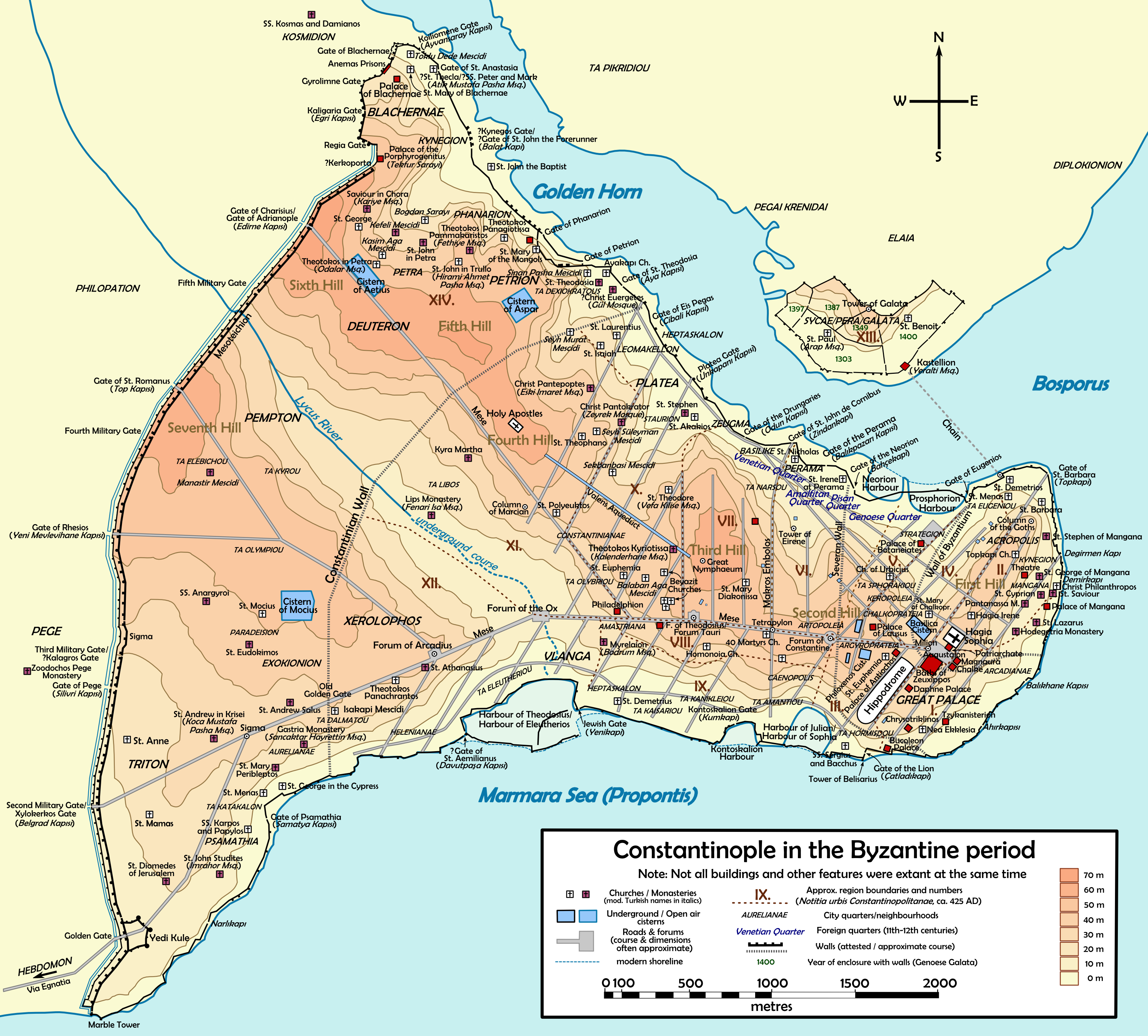
Mapa de la Constantinopla bizantina.

El monasterio de Hodegon —también conocido como monasterio de Panaghia Hodegetria o monasterio de Hodegoi— estaba localizado en Constantinopla al este de Santa Sofía y supuestamente fue fundado por la emperatriz Pulqueria (399-453), hija del emperador Arcadio. Es conocido por haber albergado un icono de Odighitria, que según antiguas crónicas fue pintado por el apóstol san Lucas, aunque esta afirmación es discutida por la historiografía moderna. Se cree que la emperatriz Eudocia consiguió la imagen en Jerusalén para regalársela a Pulqueria y que fue destruida durante la caída de Constantinopla. Anonymus Mercati, una crónica del siglo XI, menciona que la imagen era llevada en procesión a través de la ciudad todos los martes por una muchedumbre que desfilaba cantando himnos.
Según una compilación del siglo IX, aquellos que estaban ciegos o sufrían trastornos oculares iban a una fuente cercana al monasterio que tenía poderes curativos. Anonymus Mercati también hace referencia a una leyenda según la cual la Virgen se había aparecido a dos hombres ciegos para guiarlos hasta esa fuente, donde posteriormente les restauró la visión. A esta leyenda debe su nombre la imagen, Panagia Hodegetria —la que muestra el camino— y también el monasterio. 
Nicolás Mesarites señala en el siglo XIII que Pulqueria fue quien fundó el monasterio; aunque, en tiempos modernos, Pentcheva indica que está afirmación tal vez no sea exacta, ya que además de que la emperatriz no era muy aficionada a la devoción mariana, la costumbre de dedicar monasterios e iglesias a la Virgen data de fechas posteriores a la muerte de la misma. Sin embargo, la presunta fundación del monasterio por parte de Pulqueria está muy difundida en la literatura. El monasterio fue reconstruido por el emperador Miguel III (842-867) en el siglo IX, en la actualidad solo son visibles unas pocas ruinas cerca del parque Gülhane.